# ماري فاي
ماري فاي هي لاعبة كرلنغ كندية، ولدت في 7 يونيو 1998.

## وصلات خارجية
- ماري فاي على موقع الاتحاد الدولي للكرلنغ (الإنجليزية)
- ماري فاي على موقع أوليمبيديا (الإنجليزية)